# Nate Mendel
Nathan "Nate" Gregor Mendel (* 2. prosince 1968 Richland, Washington, USA) je americký baskytarista, známý především jako člen americké rockové skupiny Foo Fighters. Je jediný, kdo hraje s Davem Grohlem ve Foo Fighters od jejího založení v roce 1995 až do současnosti. Do Daveovy nově vznikající kapely přišel společně s Williamem Goldsmithem, když se jejich kapela Sunny Day Real Estate, kde oba hráli od roku 1992, na chvíli rozpadla. Po jejím obnovení se do ní nejdříve chtěl vrátit, ale nakonec se Nate rozhodl hrát dál s Foo Fighters.